# Terminal Tower
Terminal Tower (произносится Те́рминал Та́уэр) — офисный небоскрёб, расположенный по адресу: 50 Паблик-Скуэа, Кливленд, Огайо, США. Высота — 215,8 метра (без флагштока), 52 этажа. 68-е по высоте здание в США; самое высокое здание в мире (исключая Нью-Йорк) с 1930 по 1953 год; самое высокое здание в Северной Америке (исключая Нью-Йорк) с 1930 по 1964 год; второе по высоте здание города и штата (самое высокое в городе и штате с 1930 по 1990 год). На момент окончания строительства в 1930 году Terminal Tower стал 4-м по высоте зданием в мире, причём первые три небоскрёба также находились в Нью-Йорке (США).

## Описание
Terminal Tower является центром Tower City Center. Первоначально его планировали высотой всего в 14 этажей, но в итоге было возведено 52-этажное сооружение. Небоскрёб покоится на сваях глубиной 85 метров. На крыше находятся передатчики радиостанции WHK. На 42-м этаже, на высоте 156 метров, расположена обзорная площадка.
Ночная подсветка
Ночная подсветка здания функционирует с момента его открытия. На крыше сразу был установлен стробоскоп, вращавшийся по кругу, который обеспечивал навигацию в тёмное время суток кораблям, прибывающим в порт Кливленда, и самолётам, садящимся в городской аэропорт. В 1960-х годах он был заменён на стандартные предупреждающие огни для воздушных судов, башня с работающим стробоскопом увековечена на патриотическом плакате времён Второй мировой войны. За всё время своего существования Terminal Tower лишь однажды погрузилась во тьму: это произошло в августе 2003 года во время крупной энергоаварии. В настоящее время ночную подсветку небоскрёбу обеспечивают 508 светодиодов, которые позволяют конструировать различные световые схемы.
Основные параметры
- Строительство — с 1923 по 1930 год
- Высота — 235 метров (флагшток), 215,8 метра (архитектурная, по крыше)
- Этажность — 52 этажа
- Лифтов: 23, максимальная скорость — 3,05 м/с[1]
- Площадь помещений — 53 605—54 255[4] м²
- Владелец — Forest City Enterprises[англ.][4]
- Архитектор — Graham, Anderson, Probst & White[англ.]
- Структурный инженер — Генри Джуетт
- Главный застройщик — Братья Ван Сверинген[англ.]
- Стоимость строительства — ок. 10 млн долларов

## История
Строительство небоскрёба началось в 1923 году. 18 августа 1927 года здание достигло своей максимальной расчётной высоты. В 1928 году оно, в принципе, было окончено, в здание начали въезжать арендаторы, хотя открытие собственно Tower City Center, ради которого Terminal Tower и возводился, состоялось лишь в 1930 году. В 1953 году Terminal Tower потерял статус «Самое высокое здание в мире, не считая Нью-Йорк» в связи с окончанием строительства Главного здания МГУ в Москве, а в 1964 году также был утрачен статус  «Самое высокое здание в Северной Америке, не считая Нью-Йорк» в связи с окончанием строительства Prudential Tower в Бостоне. В 1976 году небоскрёб был добавлен в Национальный реестр исторических мест США. В 1981 году в деловом районе города было задумано строительство нового небоскрёба, 200 Public Square, который обошёл бы по высоте Terminal Tower, но городской совет не позволил новому зданию превзойти историческую достопримечательность города.

### Обзорная площадка
26 августа 1976 года в здание, на 42-й этаж, ворвался вооружённый человек по имени Эшби Лич. Он имел серьёзные претензии к компании Chessie System, которая арендовала там офисы. Он удерживал 13 заложников, затем был арестован. После этого происшествия свободный доступ на этаж (а именно на нём находится обзорная площадка) был закрыт. Обычные люди смогли вновь пользоваться площадкой лишь когда Chessie System покинула здание. После терактов 9/11 доступ на обзорную площадку был закрыт вновь. С 2007 по 2010 года проводился капитальный ремонт лифтов, верхних этажей, обзорной площадки и шпиля, и с 10 июля 2010 года площадка вновь заработала для обычных людей, хоть и в ограниченном режиме. Добираются до неё в два приёма: с 1 этажа до 32 на одном лифте, с 32 до 42 — на другом. Стоимость визита — 5 долларов.

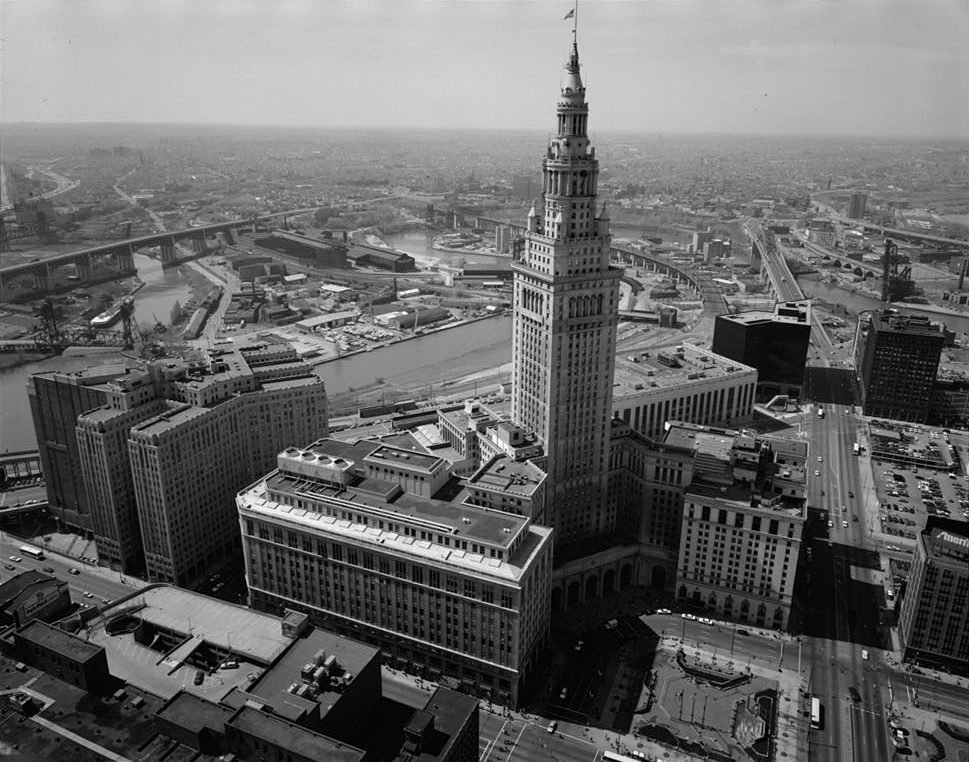
Вид с воздуха на Tower City Center
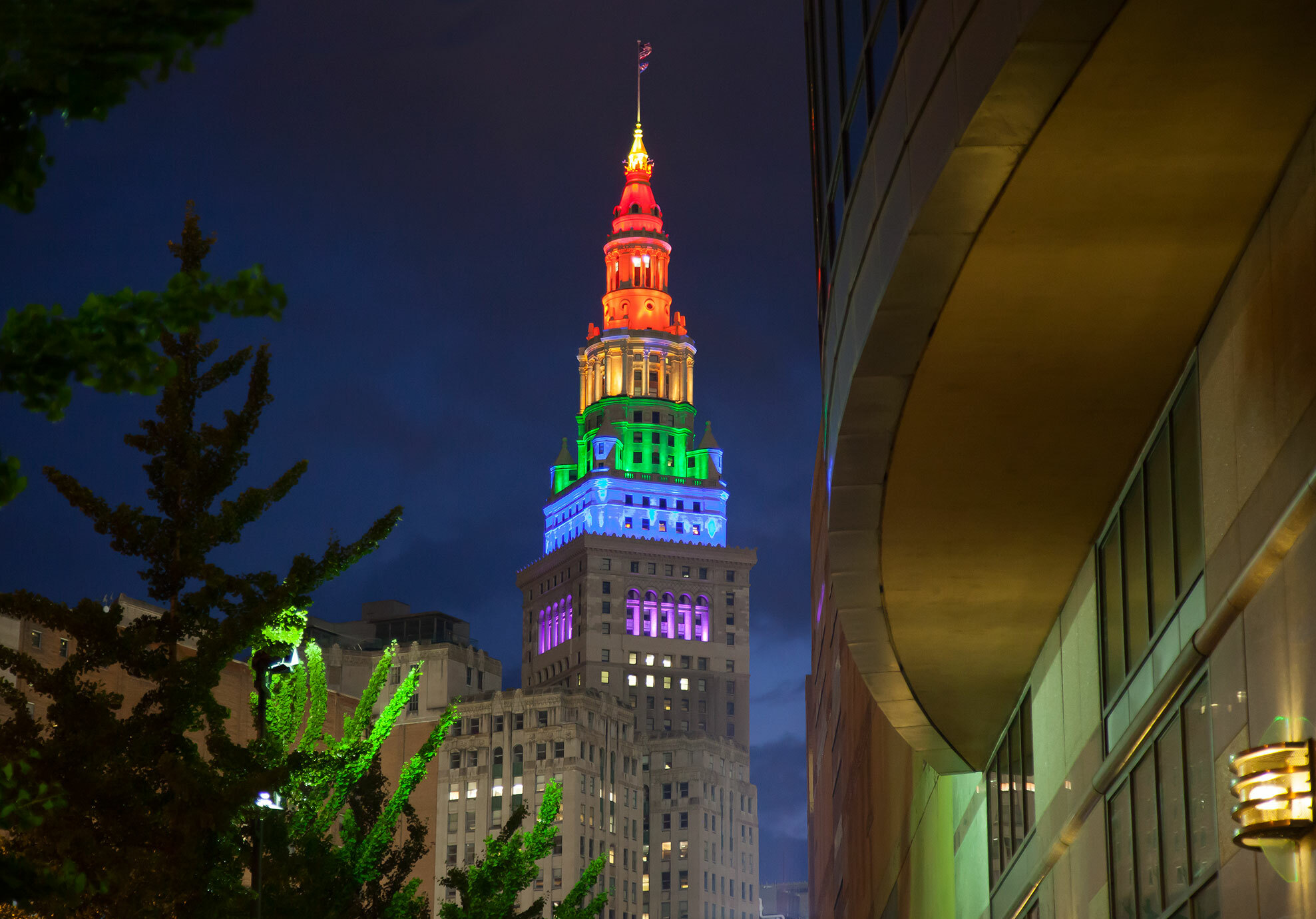
Радужная подсветка в честь проведения в городе IX гей-игр (август 2014)
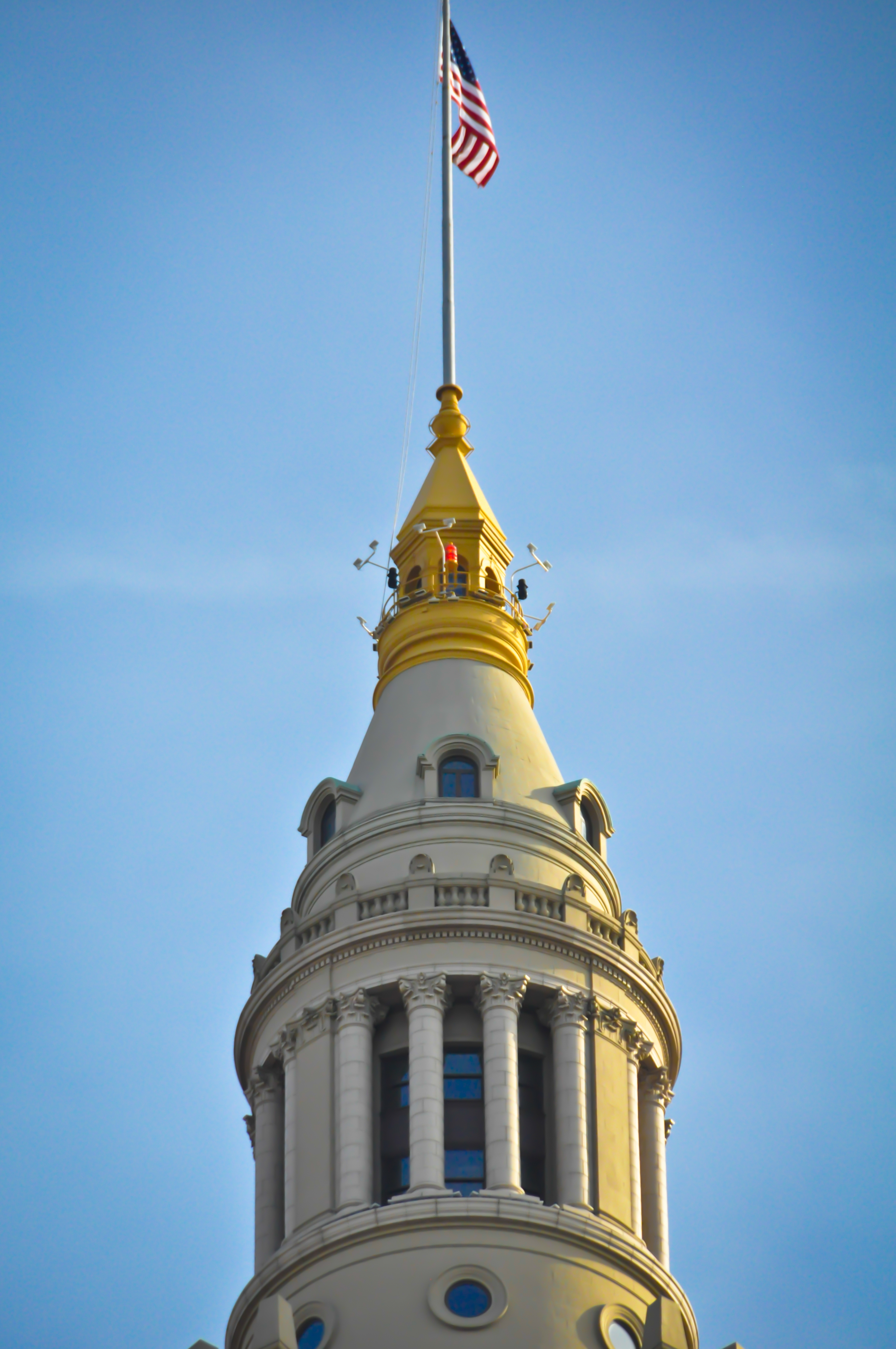
Шпиль
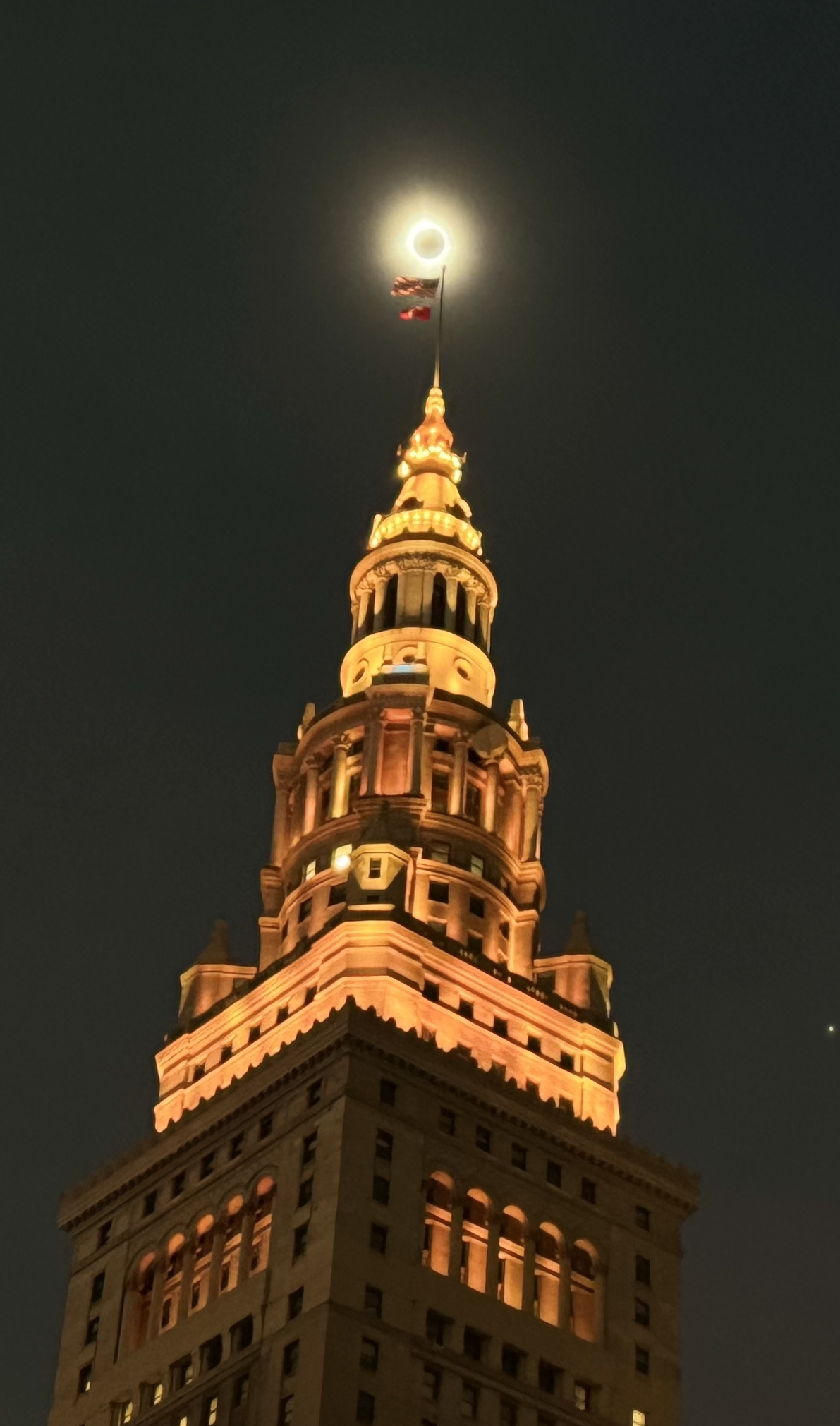
Солнечное затмение 8 апреля 2024 года
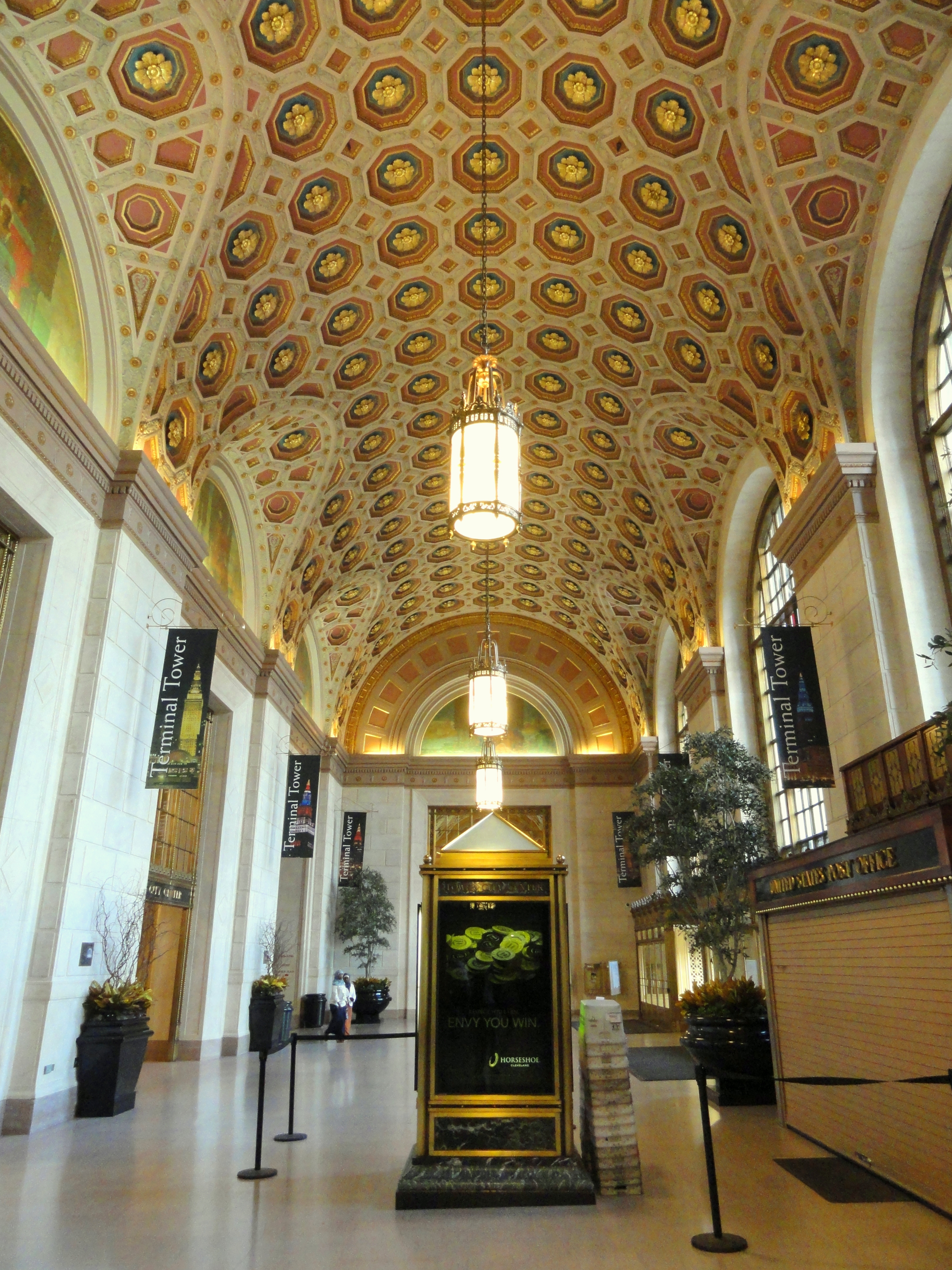
Главный вестибюль
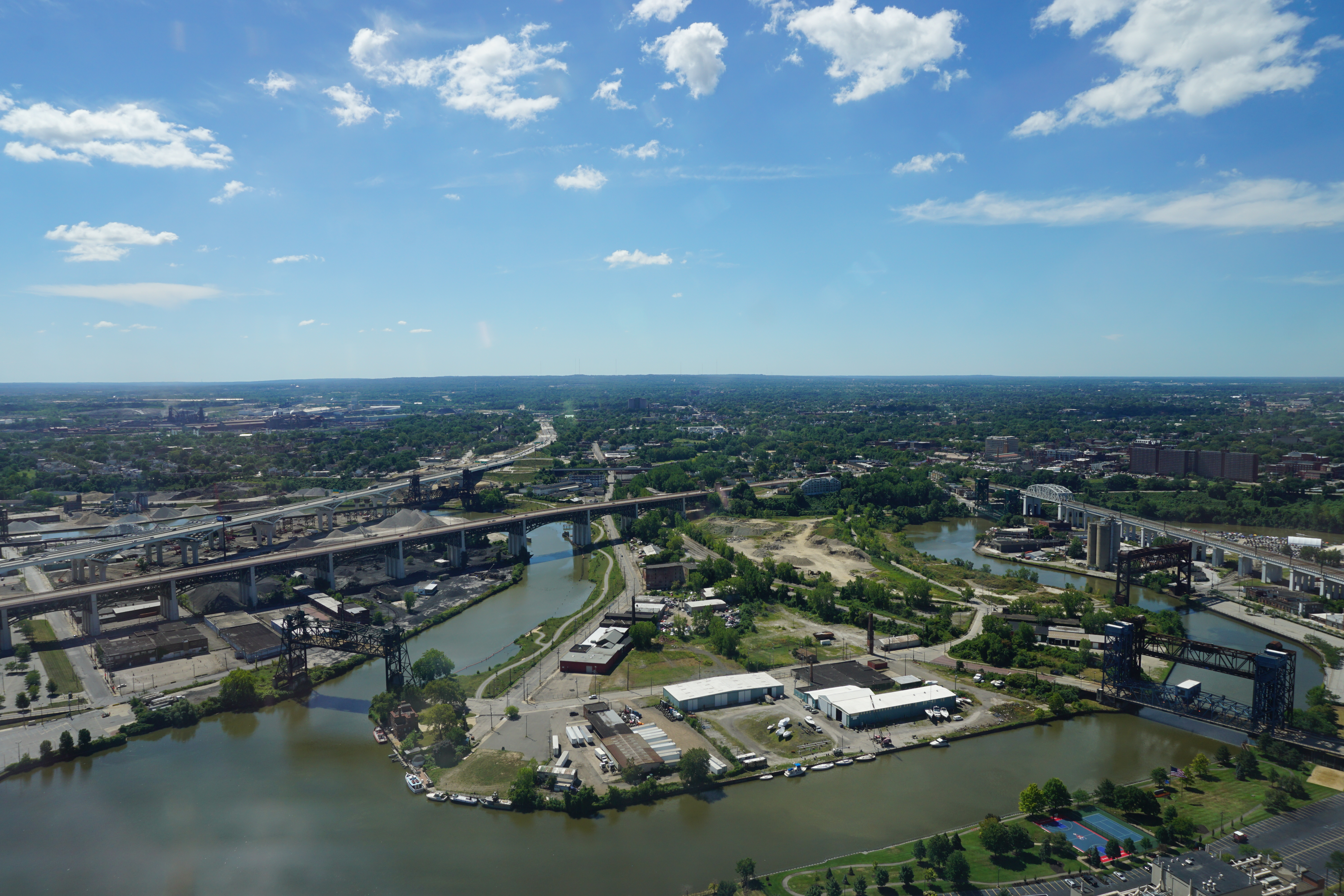
Вид на город с обзорной площадки